# Neuvième district congressionnel d'Arizona
Le 9e district congressionnel de l'Arizona a été créé à la suite du recensement de 2010. Les premiers candidats se sont présentés aux élections parlementaires de 2012 et le premier Représentant a siégé au 113e Congrès en 2013. Anciennement situé dans la région de Phoenix, le 9e district se trouve dans l'ouest de l'Arizona depuis 2023.
Paul Gosar, qui représentait auparavant les 1er et 4e districts, a été élu au siège en 2022 à la suite d'un redécoupage. Il a prêté serment le 3 janvier 2023. Avec un indice CPVI de R+16, c'est le district le plus Républicain de l'Arizona,.

## Histoire
Parce qu'elle a été créée lors du cycle de redécoupage de 2010, la première itération du 9e district était en vigueur pour les cycles électoraux de 2012 à 2020. Cette version du district se trouvait entièrement dans le Comté de Maricopa. Le district comprenait des parties des versions 2003-2013 des 3e, 4e, 5e et 6e districts. Plus de 60 % de la population du district provenait du 3e district précédent,. Au cours de cette période, le 9e district comprenait des bastions libéraux tels que Tempe, des parties fortement conservatrices de la East Valley et des électeurs républicains plus modérés dans l'est et le sud de Phoenix.
Suite au cycle de redécoupage de 2020, ce quartier est devenu essentiellement le 4e district, tandis que le 9e a été redessiné pour couvrir la majeure partie de l'ancien district. Les limites actuelles du 9e district comprennent tout le Comté de La Paz, la majeure partie du Comté de Mohave, la majeure partie du Comté de Yuma et la partie ouest du Comté de Maricopa. Il couvre la majorité de la frontière ouest de l'Arizona et, comme son prédécesseur, est fortement républicain, étant le district le plus républicain de l'Arizona et le cinquième district le plus républicain de l'Ouest. Le titulaire du 4e, Paul Gosar, a été transféré au 9e et a été réélu sans opposition.

## Géographie
| #  | Comté    | Siège   | Population |
| -- | -------- | ------- | ---------- |
| 12 | La Paz   | Parker  | 16 710     |
| 13 | Maricopa | Phoenix | 4 585 871  |
| 15 | Mohave   | Kingman | 223 682    |
| 27 | Yuma     | Yuma    | 213 221    |

### Villes de 10 000 personnes ou plus
- Glendale - 248 325
- Surprise - 143 148
- Yuma - 95 548
- Goodyear - 95 294
- Buckeye - 91 502
- Lake Havasu City - 57 144
- Bullhead City - 41 348
- Kingman - 32 689
- Fortuna Foothills - 27 776
- Fort Mohave - 16 190
- New Kingman-Butler - 12 907

### Villes de 2500 à 10 000 personnes
- Golden Valley - 8801
- Wickenburg - 7920
- Litchfield Park - 6847
- Citrus Park - 5194
- Parker - 3417
- Desert Hills - 2764
- Mohave Valley - 2693
- Colorado City - 2550

## Historique de vote

### Frontières de 2013 à 2023
| Année | Poste     | Résultats           |
| ----- | --------- | ------------------- |
| 2012  | Président | Obama 51 % - 47 %   |
| 2016  | Président | Clinton 55 % - 38 % |
| 2020  | Président | Biden 61 % - 37 %   |

## Liste des Représentants du district
| Membre                           | Parti       | Années                          | Congrès     | Histoire électorale                                                                                     |
| -------------------------------- | ----------- | ------------------------------- | ----------- | --- |
| District créée le 3 janvier 2013 |             |                                 |             | |
| Kyrsten Sinema                   | Démocrate   | 3 janvier 2013 - 3 janvier 2019 | 113e - 115e | Élue en 2012. Réélue en 2014. Réélue en 2016. Retrait pour se présenter comme Sénatrice des États-Unis. |
| Greg Stanton                     | Démocrate   | 3 janvier 2019 - 3 janvier 2023 | 116e - 117e | Élu en 2018. Réélu en 2020. Redécoupage vers le 4e district.                                            |
| Paul Gosar                       | Républicain | 3 janvier 2023 - en cours       | 118e - 119e | Redécoupage depuis le 4e district. Réélu en 2022. Réélu en 2024.                                        |

## Résultats complets des élections

### 2012
À la suite de la Primaire fermée du 28 août 2012, la Démocrate Kyrsten Sinema a affronté le Républicain Vernon Parker lors des élections générales du 6 novembre. Sinema a été la première candidate à annoncer son intention de se présenter.  Ancienne membre de la Chambre des Représentants de l'Arizona et du Sénat de l'État de l'Arizona, jusqu'à sa démission pour lancer sa campagne à la Chambre dans le 9e district congressionnel de l'Arizona, elle a été approuvée par EMILY's List, AFL-CIO, The Professional Firefighters of Arizona, l'ancien membre du Congrès Sam Coppersmith , entre autres.
Le 11 janvier 2012, le Républicain Travis Grantham (en) a annoncé qu'il se présentait.
Le chef de la minorité au Sénat de l'État de l'Arizona, David Schapira (en), a annoncé sa candidature le 17 janvier 2012. Schapira est né dans le district, y a résidé la majeure partie de sa vie et a représenté Tempe et South Scottsdale à la législature de l'État de l'Arizona au moment de sa candidature.
Le 9 février 2012, l'ancien assistant de Clinton à la Maison Blanche et procureur de l'Arizona, Andrei Cherny (en), a lancé sa candidature au Congrès dans le nouveau district. Cherny était président du Parti Démocrate de l'Arizona. Son slogan de campagne était « Sauvez la classe moyenne », et il a fait campagne pour « remettre notre gouvernement du côté des familles de l'Arizona. » Il a été Procureur Général adjoint sous Terry Goddard et a travaillé à la Maison Blanche de Clinton. Cherny a été approuvé par Bill Clinton en juillet 2012.
Le 22 février 2012, le Républicain Martin Sepulveda a déclaré sa candidature pour le 9e district congressionnel. Martin Sepulveda est un ancien conseiller municipal de Chandler, un propriétaire d'entreprise et un Commandant de la marine américaine ayant effectué quatre missions en Afghanistan et en Irak. Le 3 mars 2012, le lieutenant-colonel Wendy Rogers (en) (à la retraite) a annoncée sa candidature pour le 9e district congressionnel. Rogers et son mari Hal Kunen, ainsi que leurs enfants George et Emily, se sont installés à Tempe en 1996 après leur retraite de l'US Air Force. Rogers est un Républicain.
Leah Campos Schandlbauer (en) a annoncé sa candidature le 26 mars 2012. Elle est une ancienne officier des opérations de la CIA et une Républicaine conservatrice.
| Élection de 2012 du 9e district congressionnel d'Arizona | Élection de 2012 du 9e district congressionnel d'Arizona | Élection de 2012 du 9e district congressionnel d'Arizona | Élection de 2012 du 9e district congressionnel d'Arizona | Élection de 2012 du 9e district congressionnel d'Arizona |
| -------------------------------------------------------- | -------------------------------------------------------- | -------------------------------------------------------- | -------------------------------------------------------- | -------------------------------------------------------- |
| Parti                                                    | Parti                                                    | Candidat                                                 | Votes                                                    | %                                                        |
|                                                          | Démocrate                                                | Kyrsten Sinema                                           | 121 881                                                  | 48,66                                                    |
|                                                          | Républicain                                              | Vernon B. Parker                                         | 111 630                                                  | 44,56                                                    |
|                                                          | Libertarien                                              | Powell Gammill                                           | 16 620                                                   | 6,63                                                     |
|                                                          | Write-in                                                 | Write-in                                                 | 363                                                      | 0,14                                                     |
| Total des votes                                          | Total des votes                                          | Total des votes                                          | 250 494                                                  | 100%                                                     |
|                                                          | Les Démocrates prennent aux Républicains                 |                                                          |                                                          |                                                          |

### 2014
| Élection de 2014 du 9e district congressionnel d'Arizona | Élection de 2014 du 9e district congressionnel d'Arizona | Élection de 2014 du 9e district congressionnel d'Arizona | Élection de 2014 du 9e district congressionnel d'Arizona | Élection de 2014 du 9e district congressionnel d'Arizona |
| -------------------------------------------------------- | -------------------------------------------------------- | -------------------------------------------------------- | -------------------------------------------------------- | -------------------------------------------------------- |
| Parti                                                    | Parti                                                    | Candidat                                                 | Votes                                                    | %                                                        |
|                                                          | Démocrate                                                | Kyrsten Sinema (sortante)                                | 88 609                                                   | 55,0                                                     |
|                                                          | Républicain                                              | Wendy Rogers (en)                                        | 67 841                                                   | 41,86                                                    |
|                                                          | Libertarien                                              | Powell Gammill                                           | 5612                                                     | 3,46                                                     |
| Total des votes                                          | Total des votes                                          | Total des votes                                          | 162 062                                                  | 100%                                                     |
|                                                          | Les Démocrates conservent                                |                                                          |                                                          |                                                          |

### 2016
| Élection de 2016 du 9e district congressionnel d'Arizona | Élection de 2016 du 9e district congressionnel d'Arizona | Élection de 2016 du 9e district congressionnel d'Arizona | Élection de 2016 du 9e district congressionnel d'Arizona | Élection de 2016 du 9e district congressionnel d'Arizona |
| -------------------------------------------------------- | -------------------------------------------------------- | -------------------------------------------------------- | -------------------------------------------------------- | -------------------------------------------------------- |
| Parti                                                    | Parti                                                    | Candidat                                                 | Votes                                                    | %                                                        |
|                                                          | Démocrate                                                | Kyrsten Sinema (sortante)                                | 169 055                                                  | 60,9                                                     |
|                                                          | Républicain                                              | Dave Giles                                               | 108 350                                                  | 39,1                                                     |
|                                                          | Vert                                                     | Cary Dolego (write-in)                                   | 60                                                       | 0,0                                                      |
|                                                          | Indépendant                                              | Axel Bello (write-in)                                    | 46                                                       | 0,0                                                      |
| Total des votes                                          | Total des votes                                          | Total des votes                                          | 277 507                                                  | 100%                                                     |
|                                                          | Les Démocrates conservent                                |                                                          |                                                          |                                                          |

### 2018
| Élection de 2018 du 9e district congressionnel d'Arizona | Élection de 2018 du 9e district congressionnel d'Arizona | Élection de 2018 du 9e district congressionnel d'Arizona | Élection de 2018 du 9e district congressionnel d'Arizona | Élection de 2018 du 9e district congressionnel d'Arizona |
| -------------------------------------------------------- | -------------------------------------------------------- | -------------------------------------------------------- | -------------------------------------------------------- | -------------------------------------------------------- |
| Parti                                                    | Parti                                                    | Candidat                                                 | Votes                                                    | %                                                        |
|                                                          | Démocrate                                                | Greg Stanton                                             | 146 659                                                  | 60,87                                                    |
|                                                          | Républicain                                              | Steve Ferrara                                            | 94 264                                                   | 39,13                                                    |
| Total des votes                                          | Total des votes                                          | Total des votes                                          | 240 923                                                  | 100%                                                     |
|                                                          | Les Démocrates conservent                                |                                                          |                                                          |                                                          |

### 2020
| Élection de 2020 du 9e district congressionnel d'Arizona | Élection de 2020 du 9e district congressionnel d'Arizona | Élection de 2020 du 9e district congressionnel d'Arizona | Élection de 2020 du 9e district congressionnel d'Arizona | Élection de 2020 du 9e district congressionnel d'Arizona |
| -------------------------------------------------------- | -------------------------------------------------------- | -------------------------------------------------------- | -------------------------------------------------------- | -------------------------------------------------------- |
| Parti                                                    | Parti                                                    | Candidat                                                 | Votes                                                    | %                                                        |
|                                                          | Démocrate                                                | Greg Stanton (sortant)                                   | 217 094                                                  | 61,63                                                    |
|                                                          | Républicain                                              | Dave Giles                                               | 135 180                                                  | 38,37                                                    |
| Total des votes                                          | Total des votes                                          | Total des votes                                          | 352 274                                                  | 100%                                                     |
|                                                          | Les Démocrates conservent                                |                                                          |                                                          |                                                          |

### 2022
| Primaire Républicaine de 2022 du 9e district congressionnel d'Arizona | Primaire Républicaine de 2022 du 9e district congressionnel d'Arizona | Primaire Républicaine de 2022 du 9e district congressionnel d'Arizona | Primaire Républicaine de 2022 du 9e district congressionnel d'Arizona | Primaire Républicaine de 2022 du 9e district congressionnel d'Arizona |
| --------------------------------------------------------------------- | --------------------------------------------------------------------- | --------------------------------------------------------------------- | --------------------------------------------------------------------- | --------------------------------------------------------------------- |
| Parti                                                                 | Parti                                                                 | Candidat                                                              | Votes                                                                 | %                                                                     |
|                                                                       | Républicain                                                           | Paul Gosar (sortant)                                                  | 67 340                                                                | 66,0                                                                  |
|                                                                       | Républicain                                                           | Randy Kutz                                                            | 13 387                                                                | 13,1                                                                  |
|                                                                       | Républicain                                                           | Adam Morgan                                                           | 12 508                                                                | 12,2                                                                  |
|                                                                       | Républicain                                                           | Sandra Dowling                                                        | 8851                                                                  | 8,7                                                                   |

| Élection de 2022 du 9e district congressionnel d'Arizona | Élection de 2022 du 9e district congressionnel d'Arizona | Élection de 2022 du 9e district congressionnel d'Arizona | Élection de 2022 du 9e district congressionnel d'Arizona | Élection de 2022 du 9e district congressionnel d'Arizona |
| -------------------------------------------------------- | -------------------------------------------------------- | -------------------------------------------------------- | -------------------------------------------------------- | -------------------------------------------------------- |
| Parti                                                    | Parti                                                    | Candidat                                                 | Votes                                                    | %                                                        |
|                                                          | Républicain                                              | Paul Gosar (sortant)                                     | 192 796                                                  | 97,8                                                     |
|                                                          | Démocrate                                                | Richard Grayson (write-in)                               | 3 531                                                    | 1,8                                                      |
|                                                          | Démocrate                                                | Tom T. (write-in)                                        | 858                                                      | 0,4                                                      |
| Total des votes                                          | Total des votes                                          | Total des votes                                          | 197 185                                                  | 100%                                                     |
|                                                          | Les Républicains prennent aux Démocrates                 |                                                          |                                                          |                                                          |

### 2024
| Primaire Républicaine de 2024 du 9e district congressionnel d'Arizona | Primaire Républicaine de 2024 du 9e district congressionnel d'Arizona | Primaire Républicaine de 2024 du 9e district congressionnel d'Arizona | Primaire Républicaine de 2024 du 9e district congressionnel d'Arizona | Primaire Républicaine de 2024 du 9e district congressionnel d'Arizona |
| --------------------------------------------------------------------- | --------------------------------------------------------------------- | --------------------------------------------------------------------- | --------------------------------------------------------------------- | --------------------------------------------------------------------- |
| Parti                                                                 | Parti                                                                 | Candidat                                                              | Votes                                                                 | %                                                                     |
|                                                                       | Républicain                                                           | Paul Gosar (sortant)                                                  | 89 308                                                                | 100                                                                   |

| Primaire Démocrate de 2024 du 9e district congressionnel d'Arizona | Primaire Démocrate de 2024 du 9e district congressionnel d'Arizona | Primaire Démocrate de 2024 du 9e district congressionnel d'Arizona | Primaire Démocrate de 2024 du 9e district congressionnel d'Arizona | Primaire Démocrate de 2024 du 9e district congressionnel d'Arizona |
| ------------------------------------------------------------------ | ------------------------------------------------------------------ | ------------------------------------------------------------------ | ------------------------------------------------------------------ | ------------------------------------------------------------------ |
| Parti                                                              | Parti                                                              | Candidat                                                           | Votes                                                              | %                                                                  |
|                                                                    | Démocrate                                                          | Quacy Smith                                                        | 33 784                                                             | 100                                                                |

| Élection de 2024 du 9e district congressionnel d'Arizona | Élection de 2024 du 9e district congressionnel d'Arizona | Élection de 2024 du 9e district congressionnel d'Arizona | Élection de 2024 du 9e district congressionnel d'Arizona | Élection de 2024 du 9e district congressionnel d'Arizona |
| -------------------------------------------------------- | -------------------------------------------------------- | -------------------------------------------------------- | -------------------------------------------------------- | -------------------------------------------------------- |
| Parti                                                    | Parti                                                    | Candidat                                                 | Votes                                                    | %                                                        |
|                                                          | Républicain                                              | Paul Gosar (sortant)                                     | 249 583                                                  | 65,3                                                     |
|                                                          | Démocrate                                                | Quacy Smith                                              | 132 640                                                  | 34,7                                                     |
| Total des votes                                          | Total des votes                                          | Total des votes                                          | 382 223                                                  | 100 %                                                    |
|                                                          | Les Républicains conservent                              |                                                          |                                                          |                                                          |